# Демченкове
Де́мченкове — село в Україні, у Середино-Будській міській громаді Шосткинського району Сумської області. Населення становить 4 особи. До 2020 орган місцевого самоврядування — Ромашківська сільська рада.

## Географія
Село Демченкове знаходиться на березі безіменного пересихаючого струмка, який за 3 км впадає в річку Знобівка. На відстані 0,5 км розташоване село Лісова Поляна, за 1 км — село Уборок (ліквідовано в 1993 р.). Поруч проходить автомобільна дорога Т 1915.

## Назва
За час свого існування Демченкове неодноразово змінювало свою назву і називалося: хутір Стрижевський — 1759 р., хутір Стрижівщина — 1799—1801, 1892, 1897, 1901 рр., хутір Лазарович — 1853 г, хутір Стрижівщина (Лазаревщина, Демченків) — 1859 р., хутір Стрижевський (Демченків) — 1913, 1917 рр.

## Символіка
На гербі зображено два стрижа у небі з переплетеними хвостами, що вказує на початкову назву села. Рак вказує на першого відомого власника села - хорунжого генеральної військової артилерії Івана Андрійовича Раковича. Чорне ковадло з червоним молотом вказує на коваля Федора Федоровича Демченко, який хоч і оселився в селі достатньо пізно, але мав велику родину і нагородив село своїм прізвищем.

## Історія
Демченкове, або, як його спочатку називали, хутір Стрижевський, було засновано в першій половині XVIII століття і було невеликим населеним пунктом який в 1750-х роках знаходився у володінні хорунжого генеральної військової артилерії Івана Андрійовича Раковича.
Після смерті І. А. Раковича (19 липня 1759), Демченкове перейшло у спадок до його дружини Феодосії Григорівни Брянцевої і двом дочкам — Варварі і Марії, які наприкінці XVIII — початку ХІХ століття продали його мілкопомісному поміщику Лазаревичу.
Наприкінці 1820-х років Лазаревич помер, а його володіння в селі успадкували його дружина і три дочки. За переказами, після закінчення в 1835 році будівництва Хутір-Михайлівського цукрового заводу в Демченковому оселився коваль Федір Федорович Демченко зі своєю дружиною і п'ятьма синами.
У радянські часи Демченкове було виробничою бригадою ромашківського колгоспу. Тут працювала молочно-товарна ферма.
12 червня 2020 року, відповідно до Розпорядження Кабінету Міністрів України № 723-р «Про визначення адміністративних центрів та затвердження територій територіальних громад Сумської області» увійшло до складу Середино-Будської міської громади.
19 липня 2020 року,  в результаті адміністративно-територіальної реформи та ліквідації Середино-Будського району, село увійшло до Шосткинського району.